# 大埠乡 (桂林市)
大埠乡是中华人民共和国广西壮族自治区桂林市雁山区下辖的一个乡。

## 行政区划
大埠乡下辖以下地区：
李汕坪村、塘头村、付上村、草底村、黄宿村、八恺村、黎家村、大埠村、付中村、陶家村和腊山村。